# Raión de Yasinuvata
Raión de Yasinuvata o Raión de Yasinovátaya (en ucraniano: Ясинуватський район; en ruso: Ясиноватский район) es un antiguo raión o distrito de Ucrania en el óblast de Donetsk, su capital fue la ciudad de Yasinuvata. Comprende una superficie de 809 km².

## Demografía
Según estimaciones del año 2010, contaba con una población total de 30165 habitantes.

## Otros datos
El código KOATUU fue 1425500000. El código postal 86000 y el prefijo telefónico +380 6236.